# Sebastian Roth (Mediziner)
Sebastian Roth (* 1491 in Auerbach in der Oberpfalz; † 1555 in Leipzig) war ein deutscher Mediziner und Hochschullehrer. Er wirkte als Professor für Therapie an der Universität Leipzig und diente zudem als albertinischer Leibarzt.

## Leben
Sebastian Roth immatrikulierte sich 1505 an der Universität Leipzig, wo er 1507 den Grad eines Bakkalaureaten und 1513 den des Magisters erlangte. Seine Promotion zum Dr. med. erfolgte an der Universität Ferrara. Am 13. Februar 1524 erwarb Roth das Bürgerrecht in Leipzig. 1542 folgte er Heinrich Stromer als Professor für Therapie und übernahm gleichzeitig das Amt des Dekans. Diese Positionen ermöglichten ihm den Zugang zu einem Sitz im großen Kolleg, einer zusätzlichen Einnahmequelle. Roth verstarb 1555 in Leipzig und wurde im Chor der Leipziger Nikolaikirche beigesetzt.

## Wirken
Als akademischer Lehrer und Mediziner genoss Roth Ansehen unter seinen Zeitgenossen und den sächsischen Herzögen bzw. Kurfürsten Georg (1471–1539), Heinrich (1473–1541), Moritz (1521–1553) und August (1526–1586), zu denen er als charus ac gratus (lieb und angenehm) in Beziehung stand.

## Familie
Sebastian Roth war der Neffe von Heinrich Stromer.
Sebastian Roth war mit Barbara Mattstedt verheiratet. Das Paar hatte zwei Kinder: Anna und Georg. Ihre Tochter Anna Roth ehelichte Leonhard Badehorn, einen Leipziger Juristen und Bürgermeister. Der Sohn des Paares, Georg Roth (*gest. 1594 in Leipzig), erwarb 1561 das Bürgerrecht in Leipzig und wurde dort 1562 Ratsherr und 1563 Stadtrichter. Er war dreimal verheiratet: zunächst mit Regina Buchner (1542–1558), darauf mit Clara Schweikart, und schließlich mit Margarete Thomingius (1556–1602). Mit Clara hatte er einen Sohn, Sebastian Roth (1575–1639), der als Arzt in Schneeberg und Leipzig tätig war und Justina Seling heiratete, die Tochter des Zwickauer Bürgermeisters Christoph Seling. Margaretes Vater, Jacob Thoming (1527–1576), war von 1558 bis 1573 Ratsherr sowie von 1563 bis 1576 Ordinarius und Oberschöppenschreiber. Georg und Margarete hatten eine Tochter, Clara Roth, die den Dr. med. und Rektor Georg Walther († 1594) heiratete.